# واندر لويز بيتينكورت جونيور
واندر لويز بيتينكورت جونيور Wander Luiz Bitencourt Junior، من مواليد 30 مايو 1987 في لاميم في البرازيل، لاعب كرة قدم برازيلي ,لعب سابقاً مع نادي الرائد السعودي ونادي مسيمير.

## روابط خارجية
- واندر لويز بيتينكورت جونيور على موقع دوري كوريا الجنوبية (الإنجليزية)
- واندر لويز بيتينكورت جونيور على موقع قاعدة بيانات كرة القدم.إي يو (الإنجليزية)
- واندر لويز بيتينكورت جونيور على موقع Soccerway.com (الإنجليزية)